# 承蔭
承蔭，又名小村，內務府鑲黃旗漢軍，清朝政治人物、同進士出身。
光緒二年（1876年），登丙子恩科三甲進士。光緒十二年（1886年），任散秩大臣。